# 화롄현
화롄현(중국어: 花蓮縣, 병음: Huālián Xiàn, 한자음: 화련현)은 대만 동부에 위치하는 현이다. 현 정부 소재지는 화롄시이다.

## 지리
화롄 현은 대만 동부 중앙에 위치하고, 남북 137.5km, 동서 43km이며 서쪽은 중양산맥, 동쪽에는 태평양에 접해있다. 남쪽으로는 타이둥현, 서쪽으로는 난터우현, 북쪽으로는 이란현과 각각 경계를 이루고, 동쪽으로는 북태평양에 면해 있다.
면적은 대만의 현 중에서 최대이지만, 대부분을 산악 지대가 차지하고 평지는 불과 7%에 지나지 않는다. 대부분의 사람들 역시 평지에 거주하고 있다. 지리학상으로는 충적선상지가 형성되어 있어 이 지역은 화둥 종곡(花東縦谷)으로 불리고 있다.
화롄현 동해안의 동안 산맥은 400만 년 전이라는 비교적 최근에 형성된 것이다. 고도는 높지 않고 동안 산맥의 최고 해발은 1,682m이다. 이에 빈해 중양산맥은 3,000m를 넘는 산들이 계속되고, 난후다 산(南湖大山), 치라이 산(奇萊山), 슈구롼 산(秀姑巒山) 등 타이완섬을 대표하는 산악이 늘어서 있다.
동해안의 총 길이는 124km이고, 대부분이 바다로 하천이 흘러, 이 영향으로 침식을 받아 이 지역의 경관은 유명하다. 특히 유명한 것은 핑시(平渓) 남쪽의 칭수이 절벽(清水断崖)로, 그 높이가 1,000m이상을 자랑하는 쑤화 공로(蘇花公路) 최대의 경관지이지만, 낙석에 의한 재해도 빈발하고 있다.

## 역사
화롄은 원래 기래(奇莱)로 불리고 있었다. 《화련현지(花蓮縣志)》에 의하면, 1622년에 스페인인이 내항해 이곳에서 사금을 채취했고 다라만(多羅滿)으로 부르고 있었다고 있다.
한족이 처음으로 이주한 것은 1851년이지만, 당시에는 대만 동부로의 교통은 해로에 한정되어 있었고 이것은 일본 통치 시대의 1932년에 임해 도로(현 쑤화 공로)가 개통할 때까지 계속되었다. 일본 통치 시대에는 많은 일본인 이민자가 이곳에 이주해 있었다.
1945년 이후에는 중화민국에 의해 영유 되었고 화롄 현이 설치되어 현재에 이르고 있다.

## 행정 구역
1시 2진 10향을 관할한다.
- 화롄시(花蓮市) - 현(縣) 정부 소재지
- 펑린진(鳳林鎮)
- 위리진(玉里鎮)
- 펑빈향(豐濱鄉)
- 푸리향(富里鄉)
- 광푸향(光復鄉)
- 지안향(吉安鄉)
- 루이수이향(瑞穗鄉)
- 서우펑향(壽豐鄉)
- 완룽향(萬榮鄉)
- 신청향(新城鄉)
- 슈린향(秀林鄉)
- 줘시향(卓溪鄉)

## 인구
| 연도 | 인구    | ±%    |
| --- | ------- | ----- |
| 1985 | 361,549 | —     |
| 1990 | 352,233 | −2.6% |
| 1995 | 358,981 | +1.9% |
| 2000 | 353,630 | −1.5% |
| 2005 | 345,303 | −2.4% |
| 2010 | 338,805 | −1.9% |
| 2015 | 331,945 | −2.0% |
| Source:“Populations by city and country in Taiwan”. Ministry of the Interior Population Census. 2017년 12월 16일에 원본 문서에서 보존된 문서. 2021년 2월 7일에 확인함. |         |       |

## 기후
| 화롄현 화롄시의 기후                                                        | 화롄현 화롄시의 기후 | 화롄현 화롄시의 기후 | 화롄현 화롄시의 기후 | 화롄현 화롄시의 기후 | 화롄현 화롄시의 기후 | 화롄현 화롄시의 기후 | 화롄현 화롄시의 기후 | 화롄현 화롄시의 기후 | 화롄현 화롄시의 기후 | 화롄현 화롄시의 기후 | 화롄현 화롄시의 기후 | 화롄현 화롄시의 기후 | 화롄현 화롄시의 기후 |
| 월                                                                          | 1월                  | 2월                  | 3월                  | 4월                  | 5월                  | 6월                  | 7월                  | 8월                  | 9월                  | 10월                 | 11월                 | 12월                 | 연간                 |
| --------------------------------------------------------------------------- | -------------------- | -------------------- | -------------------- | -------------------- | -------------------- | -------------------- | -------------------- | -------------------- | -------------------- | -------------------- | -------------------- | -------------------- | -------------------- |
| 역대 최고 기온 °C (°F)                                                      | 29.6 (85.3)          | 30.6 (87.1)          | 31.2 (88.2)          | 33.6 (92.5)          | 34.3 (93.7)          | 34.7 (94.5)          | 36.3 (97.3)          | 37.4 (99.3)          | 35.2 (95.4)          | 37.0 (98.6)          | 32.3 (90.1)          | 29.6 (85.3)          | 37.4 (99.3)          |
| 일평균 최고 기온 °C (°F)                                                    | 21.4 (70.5)          | 21.9 (71.4)          | 23.6 (74.5)          | 26.2 (79.2)          | 28.7 (83.7)          | 30.9 (87.6)          | 32.4 (90.3)          | 32.2 (90.0)          | 30.7 (87.3)          | 28.3 (82.9)          | 25.8 (78.4)          | 22.8 (73.0)          | 27.1 (80.7)          |
| 일일 평균 기온 °C (°F)                                                      | 18.3 (64.9)          | 18.6 (65.5)          | 20.3 (68.5)          | 22.8 (73.0)          | 25.3 (77.5)          | 27.3 (81.1)          | 28.7 (83.7)          | 28.4 (83.1)          | 27.0 (80.6)          | 24.9 (76.8)          | 22.5 (72.5)          | 19.7 (67.5)          | 23.7 (74.6)          |
| 일평균 최저 기온 °C (°F)                                                    | 15.8 (60.4)          | 16.2 (61.2)          | 17.6 (63.7)          | 20.1 (68.2)          | 22.5 (72.5)          | 24.7 (76.5)          | 25.6 (78.1)          | 25.4 (77.7)          | 24.2 (75.6)          | 22.2 (72.0)          | 19.9 (67.8)          | 17.2 (63.0)          | 21.0 (69.7)          |
| 역대 최저 기온 °C (°F)                                                      | 4.6 (40.3)           | 4.4 (39.9)           | 8.7 (47.7)           | 9.6 (49.3)           | 14.6 (58.3)          | 16.8 (62.2)          | 20.1 (68.2)          | 19.8 (67.6)          | 16.9 (62.4)          | 12.5 (54.5)          | 8.1 (46.6)           | 6.5 (43.7)           | 4.4 (39.9)           |
| 평균 강수량 mm (인치)                                                       | 54.6 (2.15)          | 74.7 (2.94)          | 76.7 (3.02)          | 76.6 (3.02)          | 186.9 (7.36)         | 165.5 (6.52)         | 198.5 (7.81)         | 258.8 (10.19)        | 329.9 (12.99)        | 350.6 (13.80)        | 175.1 (6.89)         | 83.6 (3.29)          | 2,031.5 (79.98)      |
| 평균 강우일수                                                               | 13.4                 | 14.2                 | 14.2                 | 14.1                 | 15.8                 | 11.6                 | 8.2                  | 10.4                 | 13.2                 | 12.5                 | 12.4                 | 11.2                 | 151.2                |
| 평균 상대 습도 (%)                                                          | 75.6                 | 76.9                 | 77.4                 | 78.9                 | 80.2                 | 80.4                 | 77.1                 | 78.0                 | 77.8                 | 75.2                 | 75.7                 | 74.0                 | 77.3                 |
| 평균 월간 일조시간                                                          | 68.7                 | 67.8                 | 85.7                 | 98.1                 | 124.3                | 180.9                | 255.6                | 228.0                | 163.1                | 124.3                | 93.2                 | 74.2                 | 1,563.9              |
| 출처: 중화민국 교통부 중앙기상국 (평년값: 1991년~2020년, 극값: 1910년~현재) |                      |                      |                      |                      |                      |                      |                      |                      |                      |                      |                      |                      |                      |

## 교육
- 국립 둥화 대학
- 치지 대학

## 교통

### 공항
- 화롄 공항

### 철도
- 타이완 철로관리국 북회선
- 타이완 철로관리국 화둥선

### 도로
- 국도 5호선

### 항만
- 화롄항